# ロングビーチ (カリフォルニア州)
ロングビーチ（Long Beach）は、アメリカ合衆国カリフォルニア州南部の港湾都市。人口は46万6742人（2020年国勢調査）サンペドロ湾に面している。ロサンゼルスダウンタウンの約30km南に位置する。人口1600万人を超えるロサンゼルス大都市圏の一角をなしている。大規模な港湾施設を有し、造船・航空機などの工業が発達、観光・海浜保養地としても知られる。
ロングビーチ港は米国で2番目に忙しいコンテナ港であり（一位はロサンゼルス港）、ロサンゼルス港と合わせると世界で9番目に取扱貨物量が多いコンテナ港である（2022年）。
ロングビーチは古くから若者文化で知られ、カリフォルニア州ではロサンゼルス・サンディエゴ・サンノゼ・サンフランシスコに次いで5位、全米でも34位の都市である。また、郊外都市としては全米最大で、ルイジアナ州ニューオーリンズ（462,269人）やオハイオ州クリーブランド（458,684人）といった、大規模な都市圏の中心都市をしのぐ。このほかに規模の大きい郊外都市の例としては、アリゾナ州メサ（518,012人）やテキサス州アーリントン（394,266人）などの例が挙げられる。

## 歴史
19世紀、この地域にはネイティブ・アメリカンのトンヴァ族がいくつかの村を形成し、住んでいた。これらの村々は1800年代中盤にはすべて消滅した。東部からの入植者がこの地に足を踏み入れたのは1827年のことである。1888年に正式な市となり、市名が「ロングビーチ」と定められた。
初期から1960年代までは海岸のリゾート地として成長した。アイオワ州をはじめとする中西部諸州からの移民が多かったことから、「海岸のアイオワ」と呼ばれた。やがて油田が見つかり、軍事、港湾都市として発展した。
映画史の初期においてサイレント映画が多く撮影されたのも、このロングビーチである。1933年にマグニチュード6.3の地震が一帯を襲い、市は壊滅的な被害を受けた。学校をはじめとする建物が多数倒壊し、120人もの死者を出した。
現在は港湾都市のみならず、経済都市、さらに観光都市としての顔を持ち、大企業の本社やホテル、観光施設と住宅地が隣接する、南カリフォルニア有数の中規模都市となっている。

## 地理
ロングビーチはロサンゼルスの南約30km、ロサンゼルス川の河口に位置している。座標は、北緯33度48分15秒 西経118度9分29秒 / 北緯33.80417度 西経118.15806度。
アメリカ合衆国統計局によると、ロングビーチ市は総面積170.6km²（65.9mi²）である。このうち130.6km²（50.4mi²）が陸地で40.0km²（15.4mi²）が水域である。総面積の23.42%が水域となっている。

### 気候
ケッペンの気候区分では地中海性気候であるが、年降水量が少なくステップ気候の特徴が強い。降水の大部分は冬に見られ、夏は乾燥してめったに降水がみられない。冬は温暖であり、氷点下まで冷え込むことも少ない。
| ロングビーチ (カリフォルニア州)(ロングビーチ空港,平年値 1981–2010, 極値 1958–)の気候 | ロングビーチ (カリフォルニア州)(ロングビーチ空港,平年値 1981–2010, 極値 1958–)の気候 | ロングビーチ (カリフォルニア州)(ロングビーチ空港,平年値 1981–2010, 極値 1958–)の気候 | ロングビーチ (カリフォルニア州)(ロングビーチ空港,平年値 1981–2010, 極値 1958–)の気候 | ロングビーチ (カリフォルニア州)(ロングビーチ空港,平年値 1981–2010, 極値 1958–)の気候 | ロングビーチ (カリフォルニア州)(ロングビーチ空港,平年値 1981–2010, 極値 1958–)の気候 | ロングビーチ (カリフォルニア州)(ロングビーチ空港,平年値 1981–2010, 極値 1958–)の気候 | ロングビーチ (カリフォルニア州)(ロングビーチ空港,平年値 1981–2010, 極値 1958–)の気候 | ロングビーチ (カリフォルニア州)(ロングビーチ空港,平年値 1981–2010, 極値 1958–)の気候 | ロングビーチ (カリフォルニア州)(ロングビーチ空港,平年値 1981–2010, 極値 1958–)の気候 | ロングビーチ (カリフォルニア州)(ロングビーチ空港,平年値 1981–2010, 極値 1958–)の気候 | ロングビーチ (カリフォルニア州)(ロングビーチ空港,平年値 1981–2010, 極値 1958–)の気候 | ロングビーチ (カリフォルニア州)(ロングビーチ空港,平年値 1981–2010, 極値 1958–)の気候 | ロングビーチ (カリフォルニア州)(ロングビーチ空港,平年値 1981–2010, 極値 1958–)の気候 |
| 月                                                                                   | 1月                                                                                  | 2月                                                                                  | 3月                                                                                  | 4月                                                                                  | 5月                                                                                  | 6月                                                                                  | 7月                                                                                  | 8月                                                                                  | 9月                                                                                  | 10月                                                                                 | 11月                                                                                 | 12月                                                                                 | 年                                                                                   |
| ------------------------------------------------------------------------------------ | ------------------------------------------------------------------------------------ | ------------------------------------------------------------------------------------ | ------------------------------------------------------------------------------------ | ------------------------------------------------------------------------------------ | ------------------------------------------------------------------------------------ | ------------------------------------------------------------------------------------ | ------------------------------------------------------------------------------------ | ------------------------------------------------------------------------------------ | ------------------------------------------------------------------------------------ | ------------------------------------------------------------------------------------ | ------------------------------------------------------------------------------------ | ------------------------------------------------------------------------------------ | ------------------------------------------------------------------------------------ |
| 最高気温記録 °C （°F）                                                               | 34 (93)                                                                              | 33 (92)                                                                              | 37 (98)                                                                              | 41 (105)                                                                             | 40 (104)                                                                             | 43 (109)                                                                             | 43 (109)                                                                             | 41 (105)                                                                             | 44 (111)                                                                             | 44 (111)                                                                             | 38 (101)                                                                             | 33 (92)                                                                              | 44 (111)                                                                             |
| 平均最高気温 °C （°F）                                                               | 19.7 (67.4)                                                                          | 19.6 (67.2)                                                                          | 20.3 (68.6)                                                                          | 22.1 (71.7)                                                                          | 23.1 (73.6)                                                                          | 24.8 (76.7)                                                                          | 27.7 (81.9)                                                                          | 28.8 (83.8)                                                                          | 27.8 (82.1)                                                                          | 25.1 (77.2)                                                                          | 22.3 (72.1)                                                                          | 19.3 (66.8)                                                                          | 23.4 (74.1)                                                                          |
| 平均最低気温 °C （°F）                                                               | 7.8 (46.1)                                                                           | 8.9 (48.0)                                                                           | 10.3 (50.5)                                                                          | 11.8 (53.2)                                                                          | 14.2 (57.6)                                                                          | 16.1 (61.0)                                                                          | 18.1 (64.5)                                                                          | 18.3 (64.9)                                                                          | 17.3 (63.2)                                                                          | 14.6 (58.3)                                                                          | 10.4 (50.8)                                                                          | 7.7 (45.8)                                                                           | 13 (55.4)                                                                            |
| 最低気温記録 °C （°F）                                                               | −4 (25)                                                                              | 1 (33)                                                                               | 1 (33)                                                                               | 3 (38)                                                                               | 4 (40)                                                                               | 8 (47)                                                                               | 11 (51)                                                                              | 13 (55)                                                                              | 10 (50)                                                                              | 4 (39)                                                                               | 1 (34)                                                                               | −2 (28)                                                                              | −4 (25)                                                                              |
| 雨量 mm （inch）                                                                     | 66 (2.60)                                                                            | 78.5 (3.09)                                                                          | 47.5 (1.87)                                                                          | 15.2 (0.60)                                                                          | 5.3 (0.21)                                                                           | 1.8 (0.07)                                                                           | 0.8 (0.03)                                                                           | 0.8 (0.03)                                                                           | 4.6 (0.18)                                                                           | 16 (0.63)                                                                            | 25.4 (1.00)                                                                          | 49.5 (1.95)                                                                          | 311.4 (12.26)                                                                        |
| 平均降雨日数 （≥0.01 in）                                                            | 5.9                                                                                  | 6.5                                                                                  | 5.3                                                                                  | 3.1                                                                                  | 1.1                                                                                  | 0.7                                                                                  | 0.5                                                                                  | 0.3                                                                                  | 0.9                                                                                  | 2.5                                                                                  | 3.4                                                                                  | 5.0                                                                                  | 35.2                                                                                 |
| % 湿度                                                                               | 64.7                                                                                 | 66.9                                                                                 | 67.2                                                                                 | 65.4                                                                                 | 68.2                                                                                 | 69.6                                                                                 | 68.3                                                                                 | 68.5                                                                                 | 69.2                                                                                 | 67.6                                                                                 | 67.1                                                                                 | 66.2                                                                                 | 67.4                                                                                 |
| 出典：NOAA (relative humidity 1961–1990)                                             |                                                                                      |                                                                                      |                                                                                      |                                                                                      |                                                                                      |                                                                                      |                                                                                      |                                                                                      |                                                                                      |                                                                                      |                                                                                      |                                                                                      |                                                                                      |

## 経済
重要な港湾と油田、海軍基地や観光施設を有する上に、交通の要所でもあるロングビーチは経済都市としての地位が高く、ボーイング社をはじめとした航空・運輸・貨物産業が発達している他、銀行や広告代理店、ケーブルテレビ局の本社もある。
近年は外資系企業の本社機能が置かれる事も多く、トヨタ自動車の在米子会社TABC社や、セイコーエプソンの在米拠点もロングビーチにある。また、医療も充実しており、市の重要な雇用主となっている。

## 交通

### 海運
ロングビーチ港はアメリカ合衆国と環太平洋地域を結ぶ重要な港湾である。貨物取扱量はロングビーチ港のみでも同国の太平洋岸最大、全米でも第5位で、隣接するロサンゼルス港と合わせると第4位となる。外国貨物取扱量はロングビーチ港単体で全米5位、ロサンゼルス港との合算ではヒューストン港に次いで第2位となる。

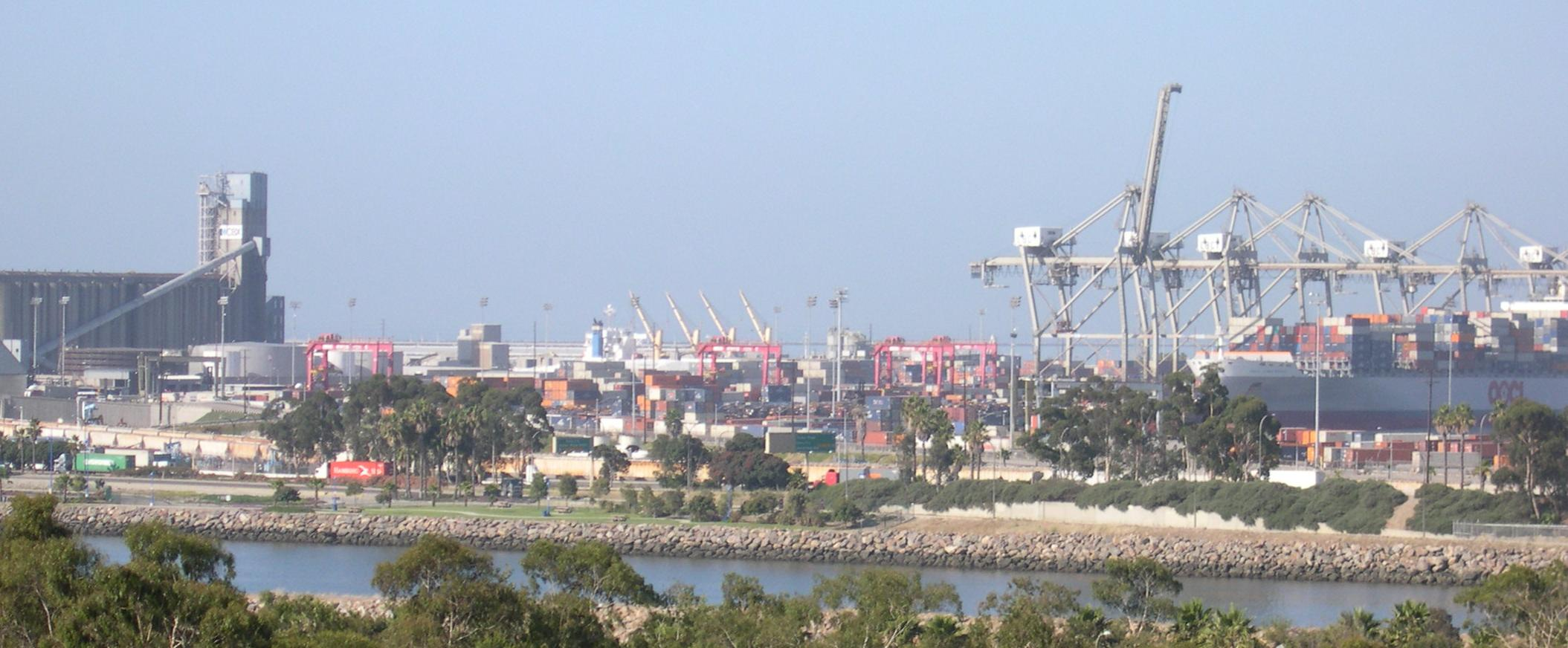
ロングビーチ港

ロングビーチ港およびロサンゼルス港のコンテナターミナルからは、アジアなどからのコンテナ貨物がユニオン・パシフィック鉄道などの鉄道網やトレーラーで全米へ向けて輸送されている。輸送の高速化や交通渋滞緩和のため、ロングビーチ港およびロサンゼルス港とロサンゼルス鉄道ターミナルの間には、アラメダ・コリドーという貨物専用の高速路線が巨費を投じて建設された。

### 航空

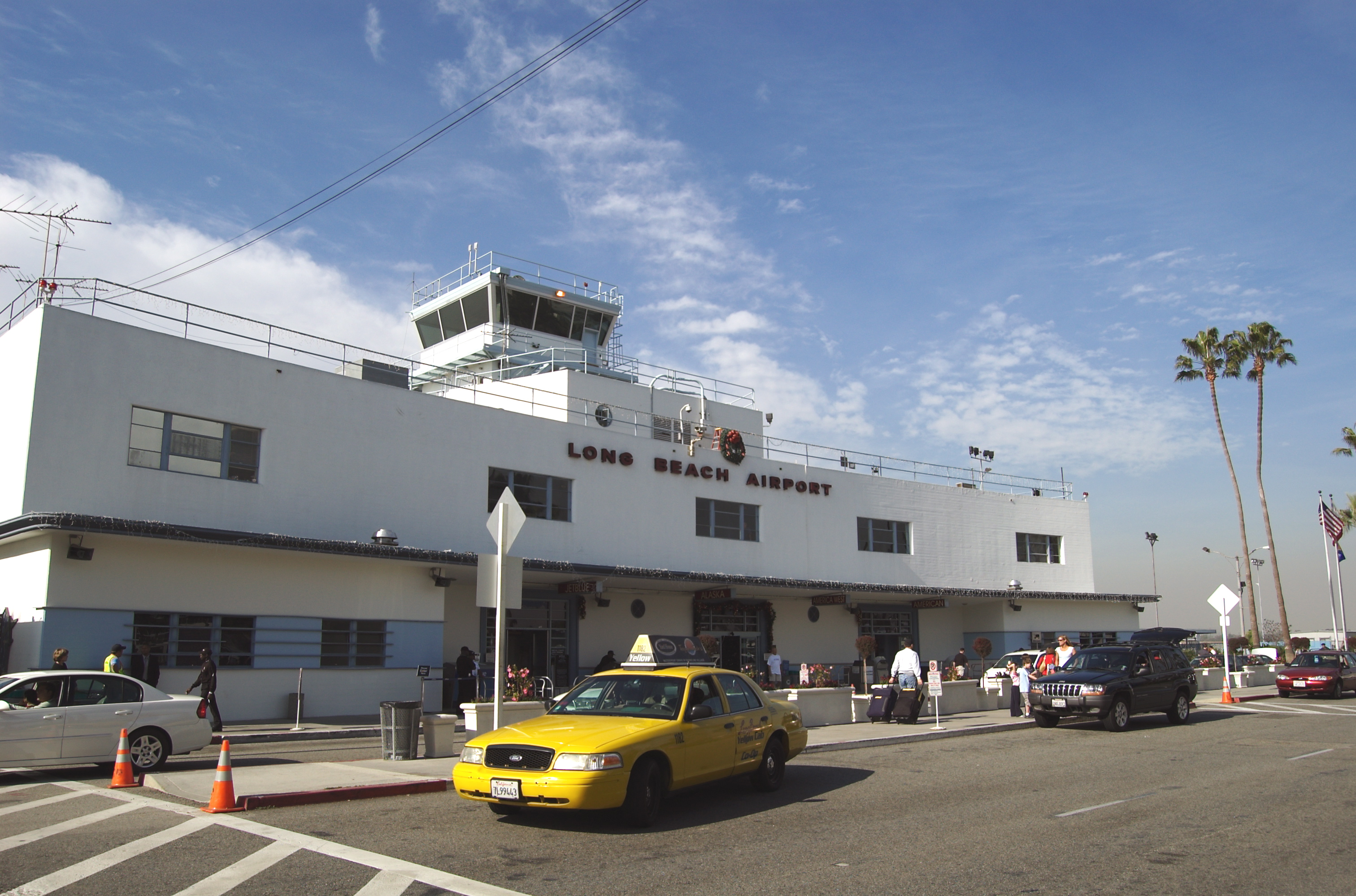
ロングビーチ空港

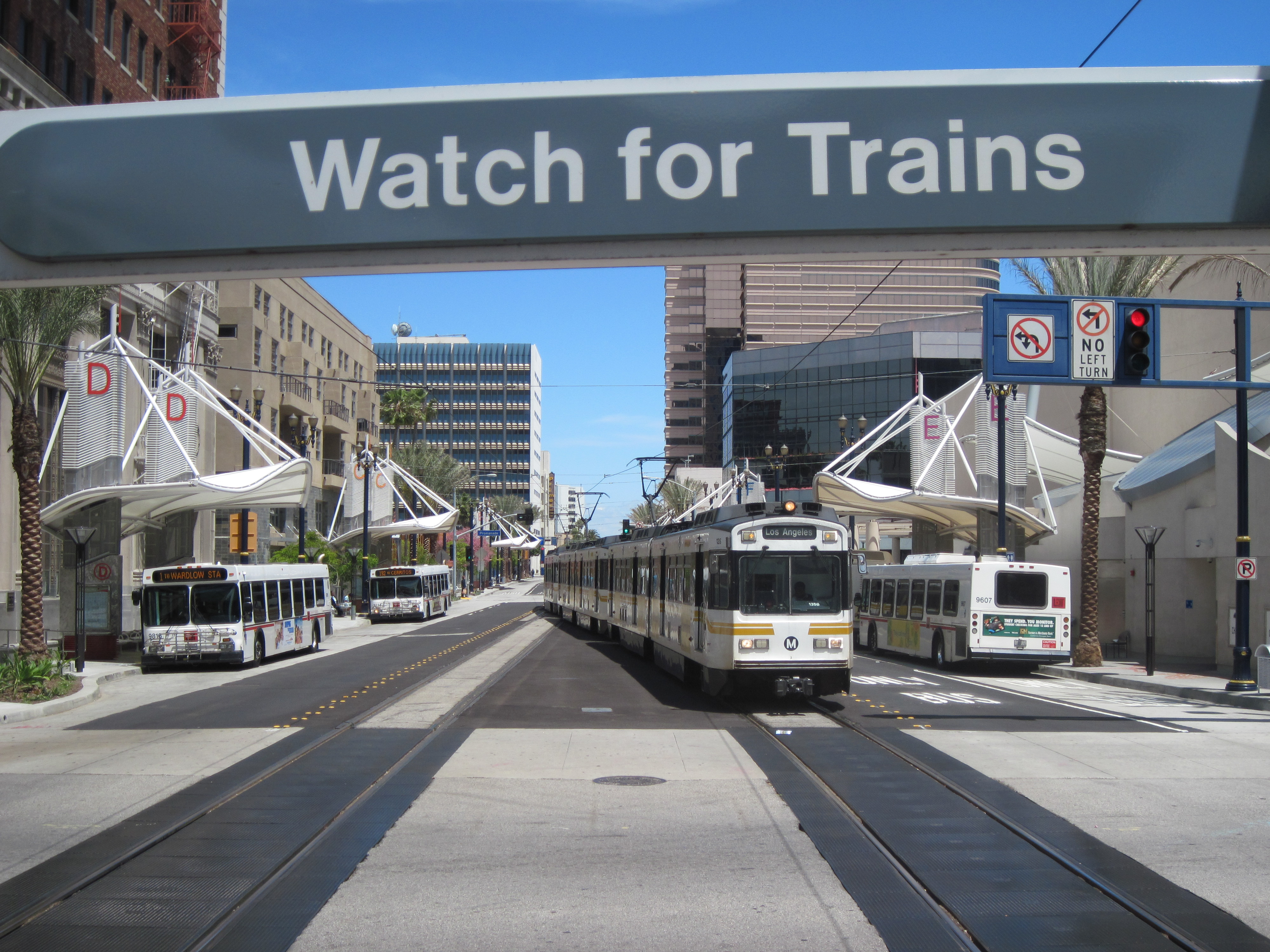
バスと電車

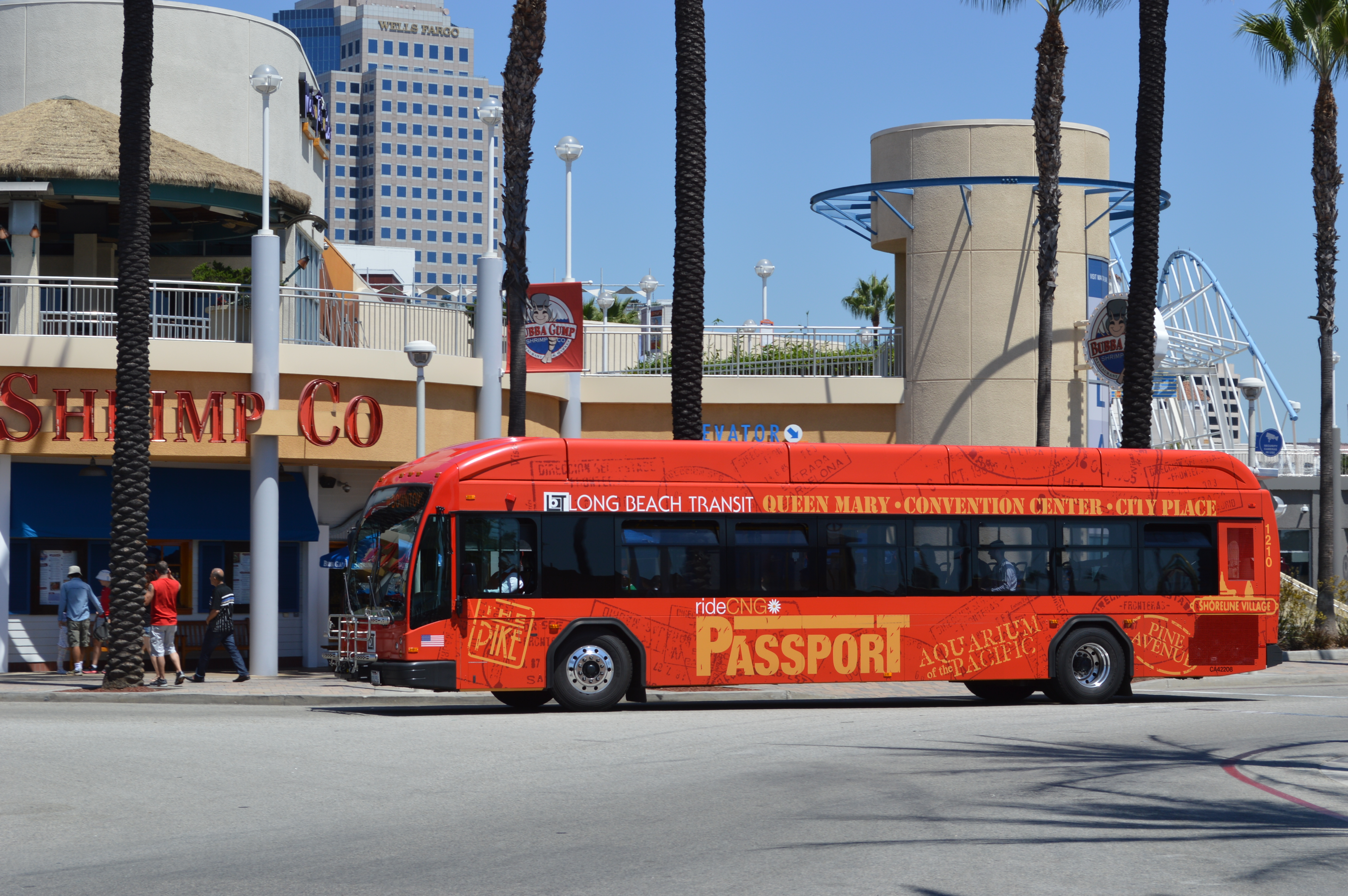
ロングビーチの観光スポットをつなぐ無料バス“ザ・パスポート”

ボーイング社(旧：マクドネル・ダグラス社)の工場を併設するロングビーチ空港は、ジェットブルー航空の西海岸における拠点空港であるほか、デルタ航空やフロンティア航空などが就航しているものの、旅客ターミナルの処理能力が都市の規模の割には小さいため、アメリカン航空やサウスウェスト航空などの大手航空会社や国際線は近隣するロサンゼルス国際空港を利用する。
また同じく多くの大手航空会社も近隣するジョン・ウェイン空港を利用している。アムトラックの連絡バスがロサンゼルスのユニオン駅まで走っており、そこから各方面への長距離列車や近郊電車に乗ることができる。

### 道路
ロサンゼルス大都市圏を縦横に走るフリーウェイはロングビーチにも通じている。サンディエゴ・ハイウェイと呼ばれる州間高速道路I-405は太平洋岸を南北に貫くI-5の支線で市内を東西に走り、ハイテク地帯サンフェルナンドバレー、リゾート地サンタモニカ、ロサンゼルス国際空港に通ずる。ロングビーチ・ハイウェイ、I-710は大陸を横断してフロリダ州へと通ずるI-10の支線で市内を南北に走り、ロサンゼルス東郊でI-10に合流する。

### 鉄道
ロングビーチは1990年に完成したロサンゼルスのライトレール、ブルーラインの終点である。駅はダウンタウンの市庁舎付近にあり至便である。ただし、スラム街であるワッツやコンプトンを通るため、治安に注意が必要である。終点でレッドラインに乗りかえると、ユニオン駅やハリウッドに行くことができる。また、途中のインペリアル・ウィルミントン駅ではロサンゼルス国際空港に通ずるグリーンラインに乗りかえることができる。なお、グリーンラインにはロングビーチ駅という駅が存在するが、これは「ロングビーチ大通り」（Long Beach Boulevard）のことであり、ロングビーチ市内ではないので、混同しないよう注意が必要である。

### バス
市内の交通としては、ロングビーチ交通局が運営する路線バスが市内を縦横に走っている。ダウンタウンにはグレイハウンドのバスターミナルもあり、主にロサンゼルスとサンディエゴを結ぶバスが停車する。

## 観光

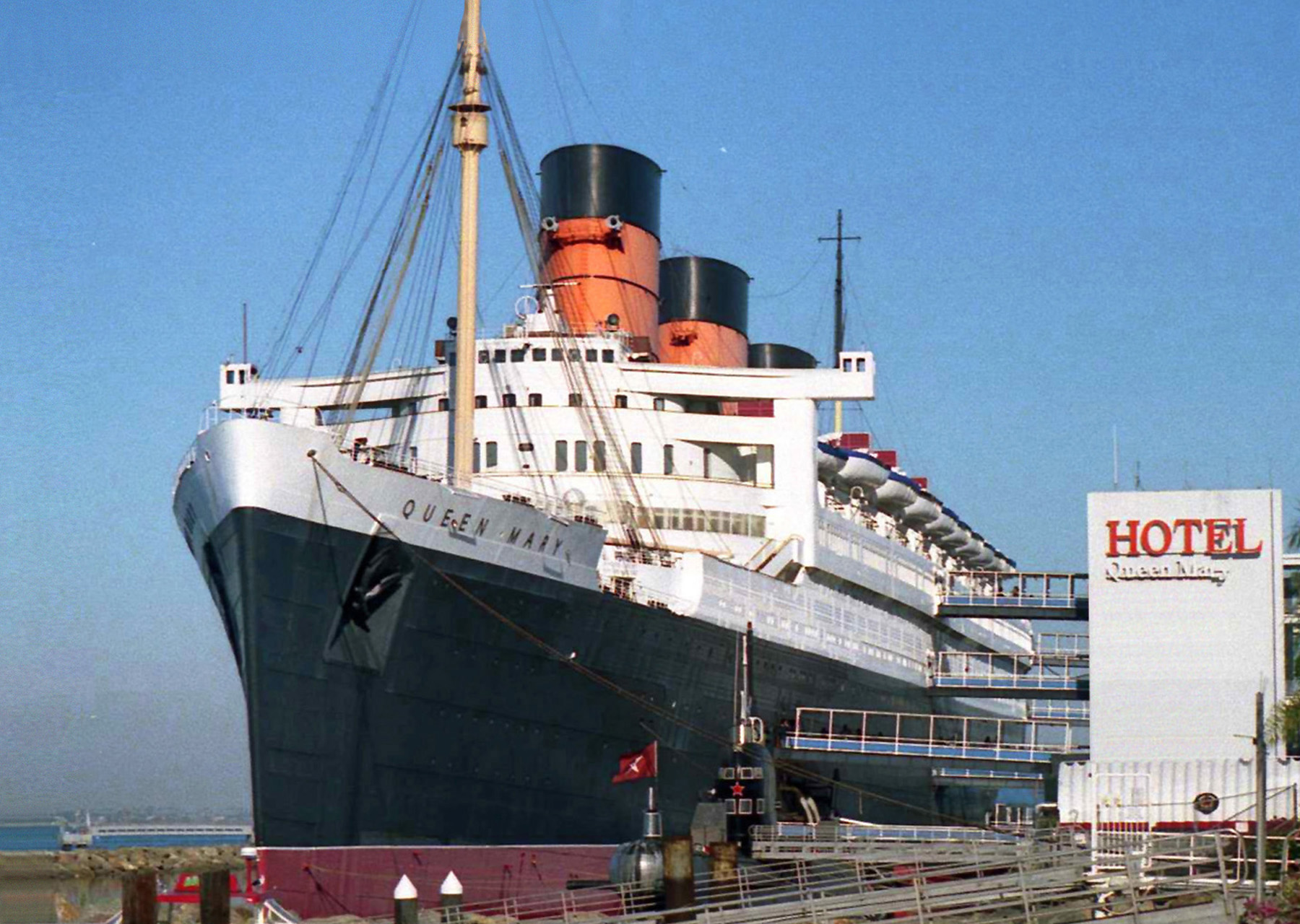
クイーン・メリー

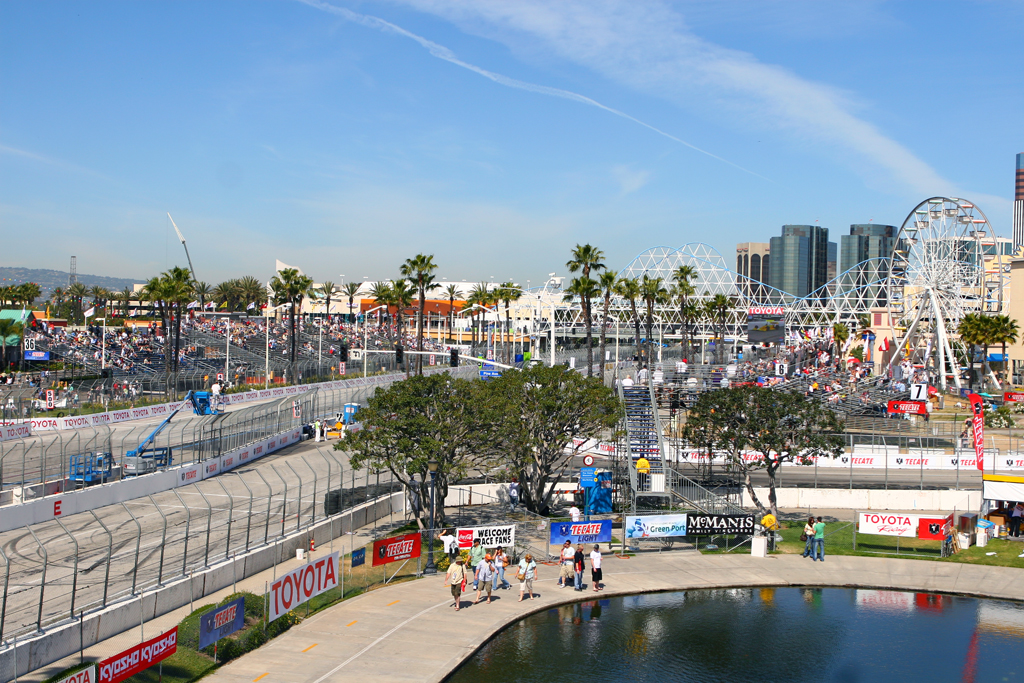
ロングビーチ市街地コース

沿岸地域を中心に観光施設が点在する。中でもシンボルとして有名なのが、係留しホテルとして利用しているかつてのイギリスを代表する豪華客船であった「クイーン・メリー」や、毎年春に開催されている市街地レース「ロングビーチ・グランプリ」である。
ダウンタウンには大規模な水族館やコンベンションセンターが存在し訪問客を集めている。また近年はダウンタウンとマリーナをまたぐ再開発エリアにレストランやシネコンプレックス、ショッピングモールやホテルを中心とした「The Pike」がオープンし、週末を中心に賑わいを見せている。

## スポーツ

### ロングビーチ・グランプリ
ダウンタウンの一般道（ロングビーチ市街地コース）を使って市街地レース「ロングビーチ・グランプリ」が、毎年春に開催されている。1976年から1983年までF1アメリカ西GPが開催され、以降はレイアウトを微細に変更し、CART（後のチャンプカー）（2008年開催まで）、インディカー・シリーズ（2009年開催〜）のコースとして使用されている。

### マリーナ
マリーナが設けられ、多くのヨットやクルーザーが利用されている。

## 治安
港湾地域に隣接することから治安が悪いというイメージがあるが、実際には犯罪発生率はさほど高くない。モーガン・クイットノー社（Morgan Quitno）の「全米の危険な都市」ランキングのワースト25には1度も登場したことがない。2001年の全327都市の犯罪率ランキングにおいても、ロングビーチは122位であり、治安が良いとされるサンフランシスコ（116位）よりも下位にある。

## 人口動態

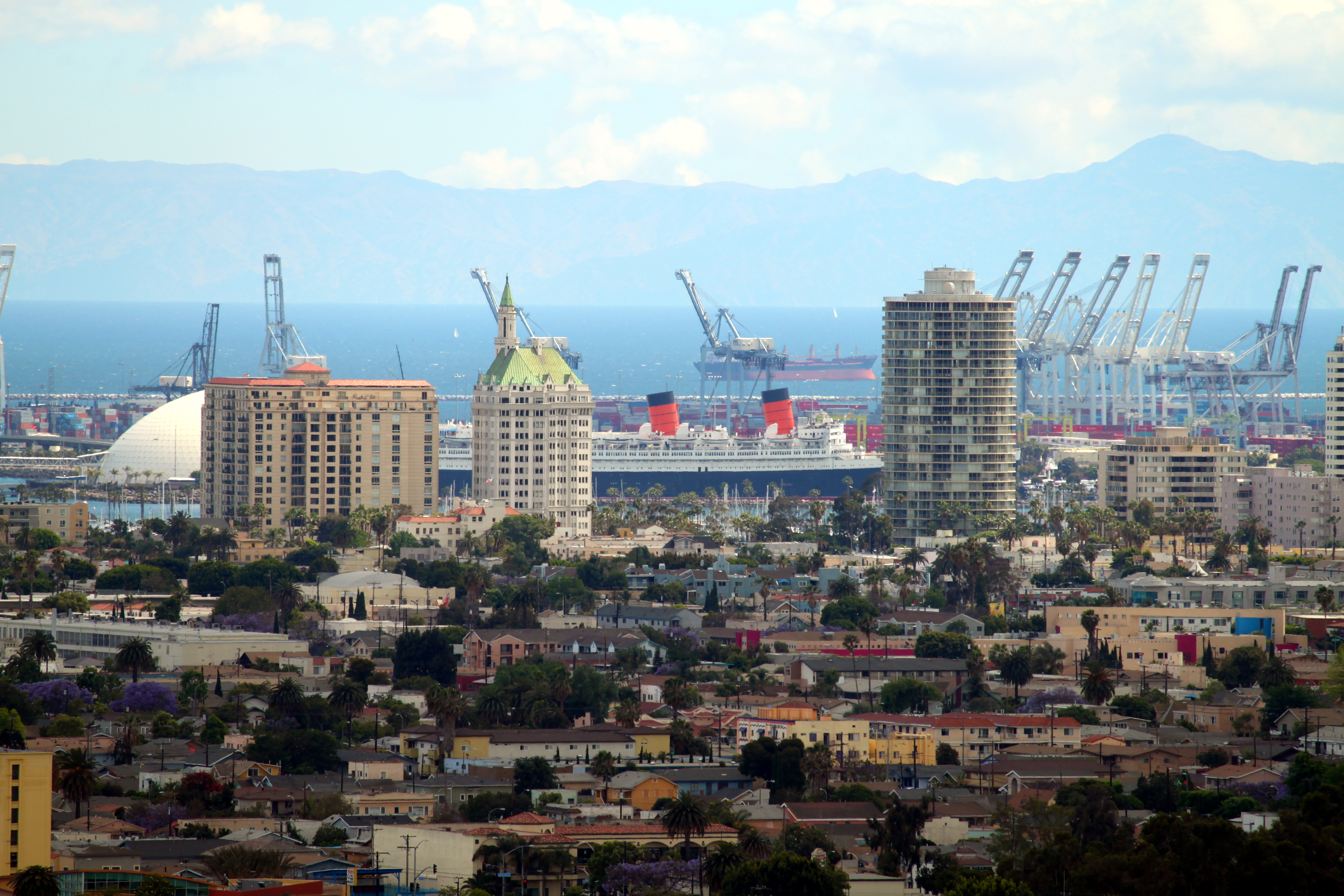
ダウンタウン遠景

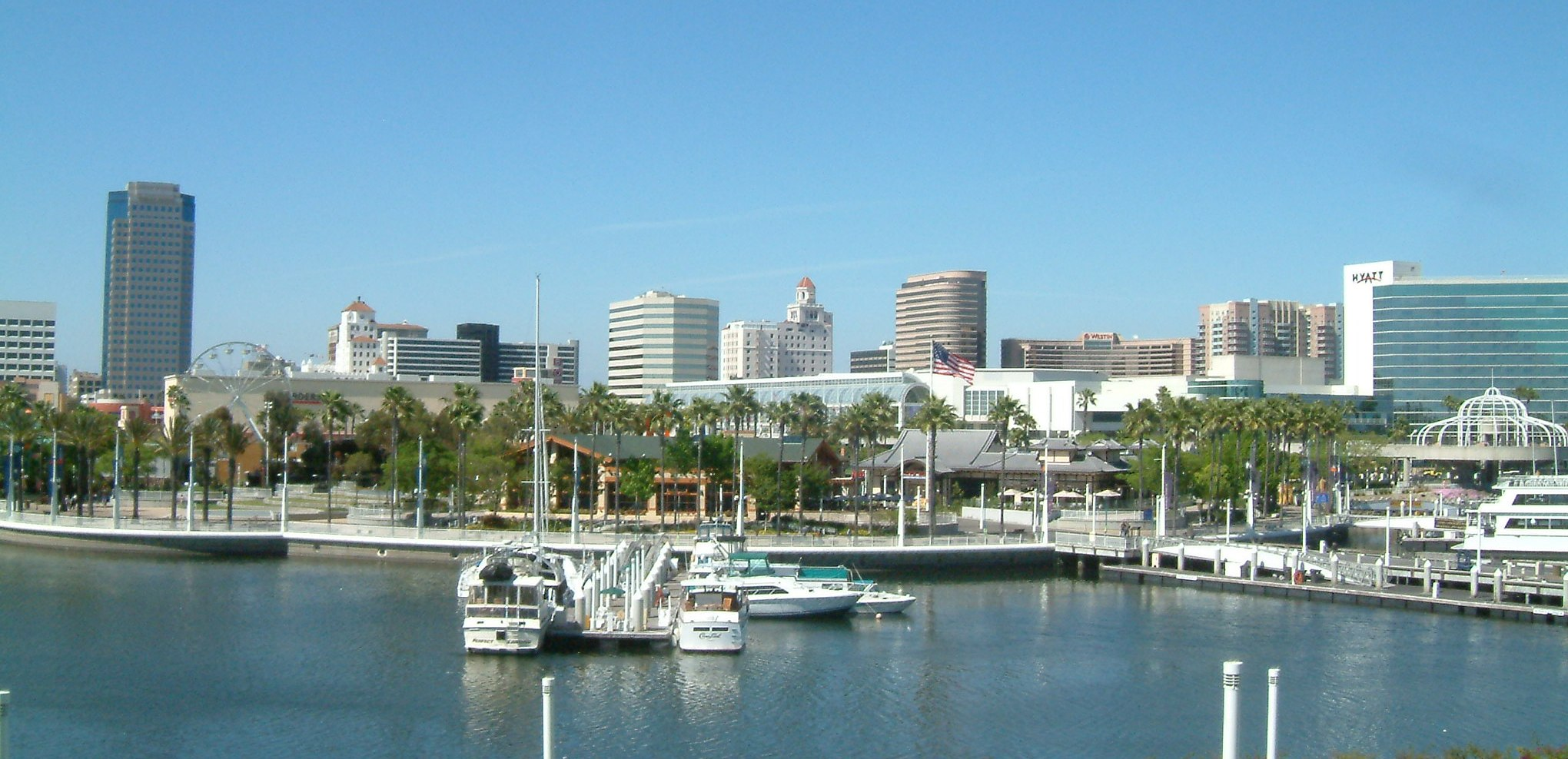
マリーナエリア

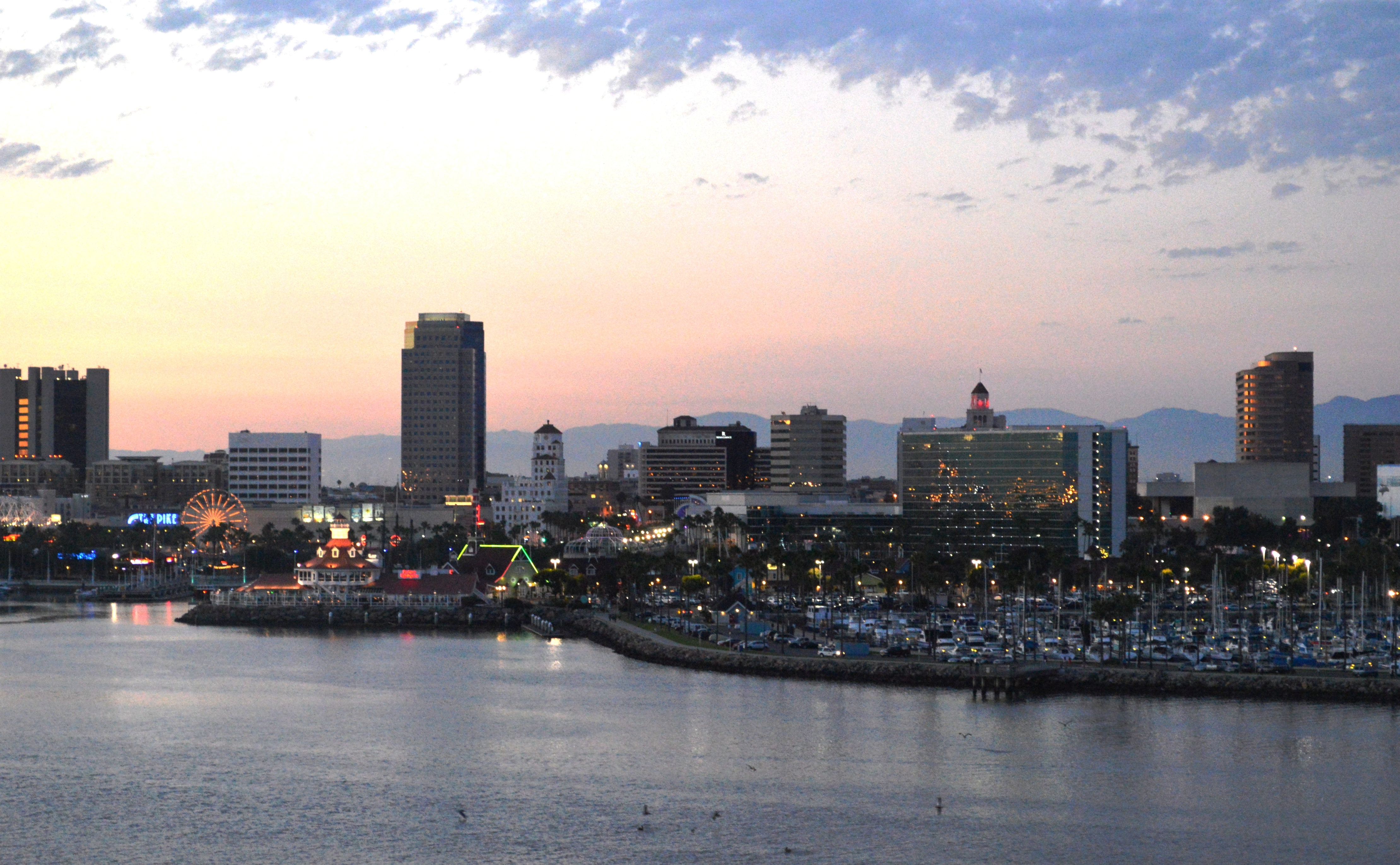
クイーン・メリー船上から望むマリーナエリア (夕暮れ)

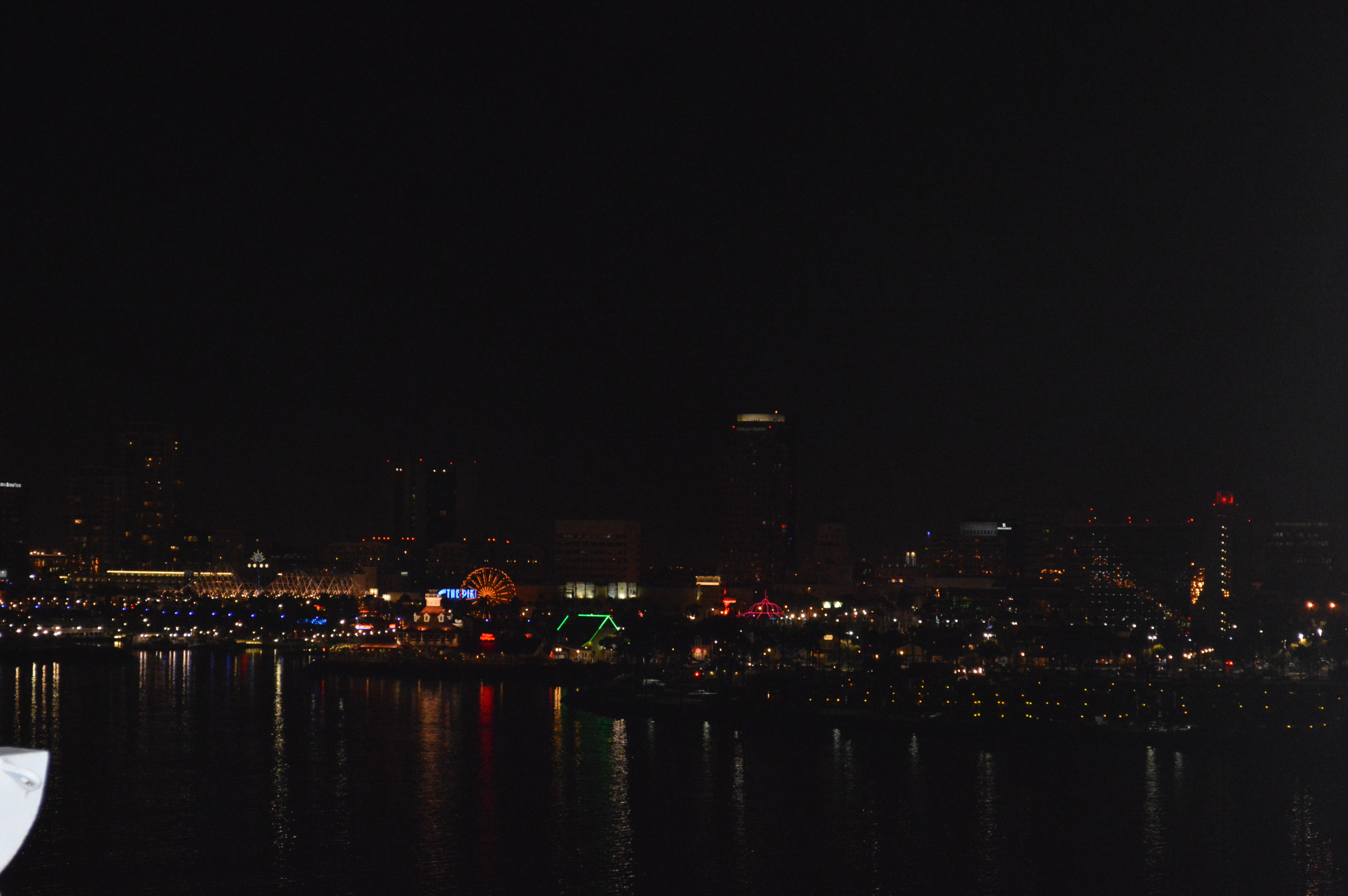
クイーン・メリー船上から望むマリーナエリア (夜)

以下は2000年時点の国勢調査における人口統計データである。
基礎データ
- 人口 - 461,522人
- 世帯数 - 163,088世帯
- 家族数 - 99,646家族
- 人口密度 - 3,532.8人/km²（9,149.8人/mi²）
- 住居数 - 171,632軒
- 住居密度 - 1,313.8軒/km²（3,402.6軒/mi²）

年齢別人口構成
- 18歳未満 - 29.2%
- 18-24歳 - 10.9%
- 25-44歳 - 32.9%
- 45-64歳 - 18.0%
- 65歳以上 - 9.1%
- 年齢の中央値 - 31歳
- 性比（女性100人あたりの男性の人口）
  - 総人口 - 96.6
  - 18歳以上 - 93.5人

世帯と家族（対世帯数）
- 18歳未満の子供がいる - 35.0%
- 結婚・同居している夫婦 - 39.2%
- 未婚・離婚・死別女性が世帯主 - 16.1%
- 非家族世帯 - 38.9%
- 単身世帯 - 29.6%
- 65歳以上の老人1人暮らし - 7.4%
- 平均構成人数
  - 世帯 - 2.77人
  - 家族 - 3.55人

収入と家計
- 収入の中央値
  - 世帯 - 37,270米ドル
  - 家族 - 40,002米ドル
  - 性別
    - 男性 - 36,807米ドル
    - 女性 - 31,975米ドル

- 人口1人当たり収入 - 19,040米ドル
- 貧困線以下
  - 対人口 - 22.8%
  - 対家族数 - 19.3%
  - 18歳未満 - 32.7%
  - 65歳以上 - 11.0%

### 人種
ロングビーチは全米で最も人種の多様性に富んだ都市である。同市の人口構成を人種別に見ると、以下のようになっている。
- 白人 - 45.16%
- アフリカン・アメリカン - 14.87%
- ネイティブ・アメリカン - 0.84%
- アジア人 - 12.05%
- 太平洋諸島系 - 1.21%
- その他の人種 - 20.61%
- 混血 - 5.27%
- ヒスパニック・ラテン系 - 35.77%

同市にはパリに次ぐ世界第2の規模のカンボジア人コミュニティが存在する。メキシコ人、エルサルバドル人といった中米系や、フィリピン人、ベトナム人、サモア人も多い。
かつてはロングビーチ港に隣接する人工島ターミナル・アイランドの缶詰工場で働く日系人も多かったが、国際結婚などにより現在では人口の1%未満に減少した。しかし、現在でも市内には日系人コミュニティ・センターや仏教の寺院が存在する。

### ゲイ・レズビアン
ロングビーチはLGBTにも寛大で、ゲイやレズビアンなどが多い。毎年5月か6月には、Long Beach Prideと呼ばれるパレードが行われる。1984年に始まったこのイベントは2日間で125,000を集め、ロングビーチで第2の大イベントである。また、このパレードは、プライド・パレードとしては全米第3の規模である。

## 出身者
- アヴェンジド・セヴンフォールド - バンド
- カーク・サールース - 元プロ野球選手
- キャメロン・ディアス - 女優
- サブライム - バンド
- ジェネット・マッカーディ - 女優
- スヌープ・ドッグ - ヒップホップMC
- ナット・キング・コール - ジャズ
- ニコラス・ケイジ - ハリウッド俳優
- マイク・カープ - プロ野球選手
- ラッセル・ウェストブルック - NBA選手
- ジュジュ・スミスシュスター - NFL選手

## 姉妹都市
全米国際姉妹都市協会（Sister Cities International）加盟都市。
| - バコロド（フィリピン共和国） - グアダラハラ (メキシコ合衆国） - イズミル（トルコ共和国） - コルカタ（インド連邦共和国） - マンタ（エクアドル共和国） | - プノンペン（カンボジア王国） - 青島（中華人民共和国） - ソチ（ロシア連邦） - バルパライソ（チリ共和国） - 四日市市（日本） |